# محمدجعفر اسدی
محمدجعفر اسدی (زادهٔ ۱۳۲۷) سرتیپ سپاه پاسداران انقلاب اسلامی است که از سال ۱۳۸۸ به‌عنوان معاون بازرسی قرارگاه مرکزی خاتم‌الانبیا فعالیت می‌کند. وی از ۱۳۸۷ تا ۱۳۸۸ فرمانده نیروی زمینی سپاه پاسداران بود.
اسدی فعالیت در سپاه پاسداران را از سال ۱۳۵۸ آغاز کرد و در طول جنگ ایران و عراق از فرماندهان میانی سپاه پاسداران بود و در فاصله سال‌های ۱۳۶۱ تا ۱۳۶۷ فرماندهی لشکر ۳۳ المهدی (فارس) را برعهده داشت. او در عملیات‌های فتح‌المبین، بیت‌المقدس، رمضان و محرم، والفجر مقدماتی، والفجر ۱، والفجر ۲، والفجر ۸ و والفجر ۱۰، خیبر و بدر، کربلای ۲، کربلای ۴، کربلای ۵ و کربلای ۱۰، نصر ۴، ظفر ۷، بیت‌المقدس ۷ و مرصاد حضور داشت.
وی پس از جنگ از ۱۳۶۷ تا ۱۳۷۰ فرمانده لشکر ۳۱ عاشورا بود، از ۱۳۷۰ تا ۱۳۷۱ به‌عنوان معاون بازرسی سپاه پاسداران فعالیت می‌کرد و در فاصله سال‌های ۱۳۷۱ تا ۱۳۷۸ فرماندهی لشکر ۱۹ فجر را برعهده داشت. وی از ۱۳۷۸ تا ۱۳۸۱ جانشین فرمانده نیروی زمینی سپاه پاسداران بود، در فاصله سال‌های ۱۳۸۴ تا ۱۳۸۷ به‌عنوان جانشین معاون بازرسی ستاد کل نیروهای مسلح فعالیت می‌کرد، از ۱۳۸۷ تا ۱۳۸۸ فرماندهی نیروی زمینی سپاه پاسداران را برعهده داشت و از ۱۳۹۲ تا ۱۳۹۴ فرمانده نیروهای ایرانی در جنگ داخلی سوریه بود.